# Российско-мавританские отношения
Российско-мавританские отношения — двусторонние отношения Исламской республики Мавритания и Российской Федерацией. Дипломатические отношения установлены 12 июля 1964 г. Обмен посольствами состоялся в 1965 г.
29 декабря 1991 г. Правительство Мавритании признало Российскую Федерацию.
Государственный переворот 2005 года, в результате которого был отстранен от власти президент Мавритании Маауйя ульд Сид Ахмед Тайя , когда он находился за пределами страны, и его замена Военным советом за справедливость и демократию, были осуждены Россией. 
Россия приветствовала реформы, проведенные военными Мавритании , и президентские выборы 2007 года , в результате которых к власти пришел Сиди ульд Шейх Абдаллахи. После государственного переворота 6 августа 2008 года в Мавритании Министерство иностранных дел России осудило свержение президента Мавритании Сиди ульд Шейх Абдаллахи, и приняло активное участие в переговорах, проведенных в Дакаре Международной контактной группой по Мавритании. Он приветствовал подписание 4 июня 2009 года рамочного соглашения между противоборствующими сторонами Мавритании и проведение президентских выборов 18 июля 2009 года. 
В марте 2014 года Мавритания воздержалась во время голосования по резолюции осуждающей аннексию Крыма Россией. 
2 марта 2022 Мавритания проголосовала за резолюцию, осуждающую вторжение России в Украину. 
В феврале 2023 года министр иностранных дел России Сергей Лавров встретился с официальными лицами Мавритании, включая президента Мохамеда ульд Газуани и министра иностранных дел Мохамеда Салема ульд Мерзуга, чтобы обсудить двустороннее сотрудничество и заинтересованность Мавритании в поставках углеводородного топлива, продовольствия и удобрений из России.
Группа мавританских студентов учится в российских ВУЗах за счёт российского бюджета. 
Между странами также присутствуют некоторые разногласия в связи с действиями ЧВК «Вагнер» в соседней Мали. Так, в апреле 2024 года Мавританское правительство обвинило российские прокси и ВС Мали в незаконном вторжении на территорию страны. 
Мавритания и политическая эмиграция
Обычно волны российской эмиграции направляют на Запад, однако в этой африканской стране есть известный в узких кругах случай политической эмиграции из России создателя Telegram канала МСС (Мировые События Сейчас) под псевдонимом Кардионик. По словам публициста, он покинул Россию после угроз со стороны властей, однако данных подтверждающих это предоставлено не было. Отсутствие запросов к мавританскому правительству также может свидетельствовать об этом. Находясь в африканской стране политэмигрант устроился на работу в местное агентство Организации Объединенных Наций (ООН), где начал работать над проектами, связанными с развитием местных сообществ и продолжил вести свой канал.  
Ряд местных изданий издавали статьи где писали о предоставлении ему политического убежища со стороны правительства, несмотря на отсутствие каких-либо доказательств преследования в России. Мавританское правительство использует его как сигнал западному миру, указывающему на демократичность сложившегося режима, а отсутствие интереса со стороны российского правительства не влияет на дипломатические отношения с РФ.  
Арестованный блогер Мохамед Али ульд Абдель в своём Facebook утверждал, что "Кардионик" проект российских спецслужб для продвижения влияния на территории страны.  
Газета La Nouvelle Expression также издавала короткую статью в которой утверждалось, что никакого Кардионика в Мавритании нет, а данная история с одной стороны выгодно используется правительством для создания имиджа развитой страны, куда предпочитают эмигрировать, а с другой используется МСС в качестве пиара и тот факт, что местные СМИ знают только псевдоним основателя это подтверждает.